# Alibey Adası
Alibey Adası oder auch Cunda Adası (griechisch Μοσχονήσι Moschonisi oder Μοσχόνησος Moschonisos) ist die größte Insel vor Ayvalık in der Westtürkei und die viertgrößte des ganzen Landes. Sie liegt im Golf von Edremit im Ägäischen Meer. Die Insel ist 23 km² groß und ist 16 km von Lesbos entfernt. Alibey gehört zu einem Archipel von 22 Inseln, die alle außer Alibey nicht besiedelt sind und seit 1995 einen Nationalpark bilden. Administrativ gehört Alibey zur Gemeinde Ayvalık und ist in die Mahalle Mithatpaşa und Namık Kemal eingeteilt. Auf der Insel leben 3321 Menschen, diese Zahl steigt im Sommer durch Tourismus auf 20.000.

## Name
In den Karten des osmanischen Seefahrers Piri Reis tauchen die Inseln vor Ayvalık mit dem Namen Yunt adaları auf. Piri Reis soll mit den Begriff Yunt die wilden Herden von Pferden und Eseln auf den Inseln beschrieben haben. Die Form Cunda soll später durch einen Übersetzungsfehler entstanden sein. Den heutigen offiziellen Namen Alibey erhielt die Insel nach dem türkischen Soldaten Ali Çetinkaya, der gegen die griechische Besetzung 1922 kämpfte. Der aktuelle griechische Name für den ganzen Archipel ist Moschonisia, der sich auf den Duft der vielen Blumen beziehen soll.

## Geschichte

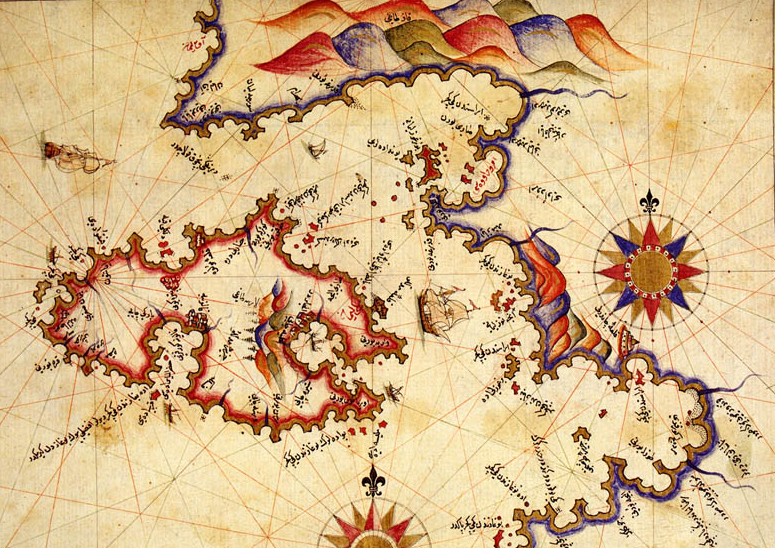
Lesbos (links) mit den Inseln von Ayvalık in einer Karte des Piri Reis’

In den Werken antiker griechischer Autoren wie Herodot, Strabon, Plinius dem Älteren finden sich selten Details zur Insel selber. Es wurden eher allgemeine Angaben zu Region gemacht, so soll es laut Herodot in der Gegend von Alibey eine aiolische Siedlung gegeben haben.
Antike Siedlungen laut schriftlicher Quellen waren Nasos (Νάσος), Pordoselene (Πορδοσελήνη) und Chalkis (Χαλκίς), entstanden im Zuge der aiolischen Migration.
Greifbarer wird die Insel erst 1770, als der osmanische Seeoffizier Cezayirli Gazi Hassan Pascha hier nach der Seeschlacht von Çeşme Unterschlupf bei einem griechischen Geistlichen fand. Auf die Initiative des Paschas erhielten die Einwohner von Ayvalık per Ferman autonome Rechte und Kompetenzen. Alibey wurde 1821 im Zuge der Griechischen Revolution in Mitleidenschaft gezogen und seine griechische Bevölkerung enteignet und vertrieben. Diese konnte dann aber 1824 zurückkehren und erhielt 1832 ihren Besitz zurück. Doch wurde die Eigenständigkeit Ayvalıks 1840 aufgehoben. 1862 wurde auf der Insel ein Bürgermeisteramt (Belediye) eingerichtet.
Für einige Monate im Jahr 1922 war die Insel Bischofssitz der griechisch-orthodoxen Kirche, als Griechenland die Region im Zuge des Griechisch-Türkischen Kriegs besetzt hatte. Der Bischofssitz war ein neoklassizistisches Herrenhaus, das sich am Ufer des Stadtzentrums befindet. Der letzte Metropolit Ambrosios Pleianthidis wurde nach dem türkischen Sieg 1922 von der türkischen Armee hingerichtet. Dem Sieg fielen am 19. September 1922 mehrere hundert griechische Insulaner zum Opfer, nur einige Kinder wurden verschont und in Waisenhäuser geschickt. Nach dem Vertrag von Lausanne 1923 und dem Bevölkerungsaustausch zwischen Griechenland und der Türkei wurden die wenigen verbliebenen Insulaner im folgenden Jahr gezwungen, nach Griechenland zu emigrieren. An ihrer Stelle wurden Türken aus Kreta und Lesbos angesiedelt. 1944 wurde die Insel von einem Erdbeben getroffen, das zwar keine Leben forderte, aber die Gebäude schwer beschädigte.

## Geografie und Stadtbild
Alibey ist ein typisch ägäischer Ferienort. Haupteinnahmequellen der Insulaner sind die Fischerei, der Olivenanbau und der Tourismus. Es gibt häufige Bus- und Fährverbindungen zwischen Alibey und Ayvalık. Die Insel ist seit 1964 durch eine Brücke über das Eiland Lale mit dem Festland verbunden. Dies war die erste und derzeit älteste noch bestehende Brücke der Türkei, die durch eine Meerenge getrenntes Land verbindet. Die Poroselen-Bucht im Norden der Insel gehört zu den wichtigsten Sehenswürdigkeiten von Alibey. In der Antike war sie laut Pausanias die Heimat eines Delfins, der einen ertrinkenden Jungen rettete.
2007 wurden nach einer zweijährigen Arbeit alle 551 Gebäude auf Alibey von der Türkischen Akademie der Wissenschaften und der Fakultät für Architektur der Yıldız Teknik Üniversitesi im Rahmen des „Culture of Turkey Inventory Project“ kontrolliert und registriert. Für die Restaurierung aller Gebäude werden Geldgeber und Sponsoren gesucht. Das wichtigste Wahrzeichen von Alibey ist die Taxiarchen-Kirche (Taksiyarhis Kilisesi). Die große, ehemals griechisch-orthodoxe Kirche wurde verlassen und verfiel, wurde aber inzwischen restauriert und 2014 als Museum eröffnet.
Die Harvard University und die türkische Koç Üniversitesi haben in Zusammenarbeit mit dem Turkologen Şinasi Tekin und seiner Frau Gönul Tekin ein gemeinsames Projekt auf Alibey ins Leben gerufen und veranstalten jeden Sommer eine Lehrveranstaltung für osmanische und türkische Sprache.

## Galerie

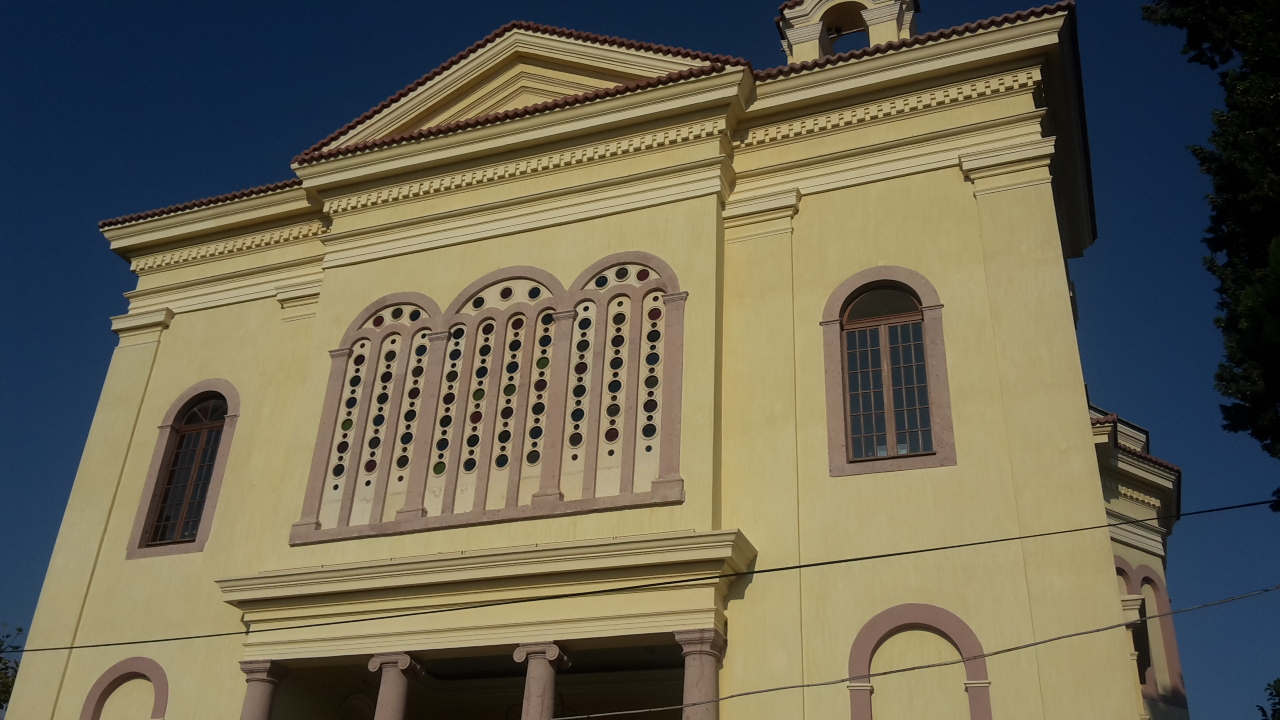
Die Frontseite der restaurierten Taxiarchen-Kirche (2017)
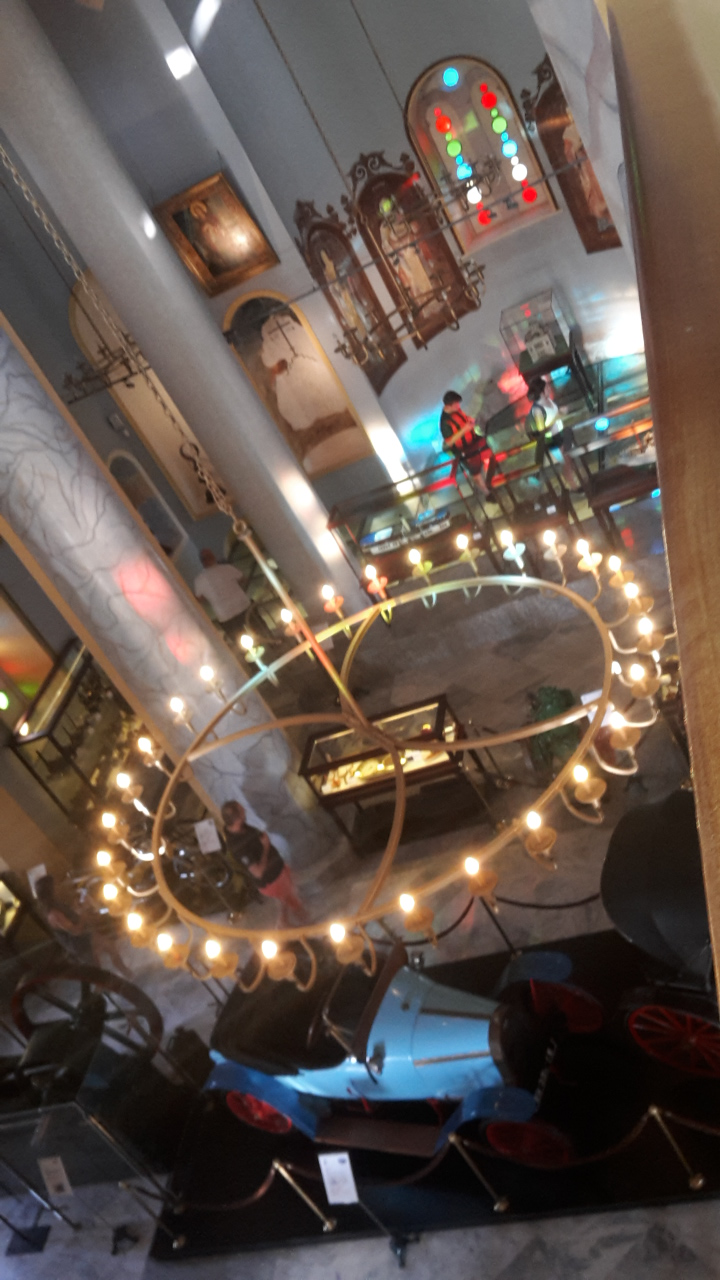
Innenansicht der Taxiarchen-Kirche
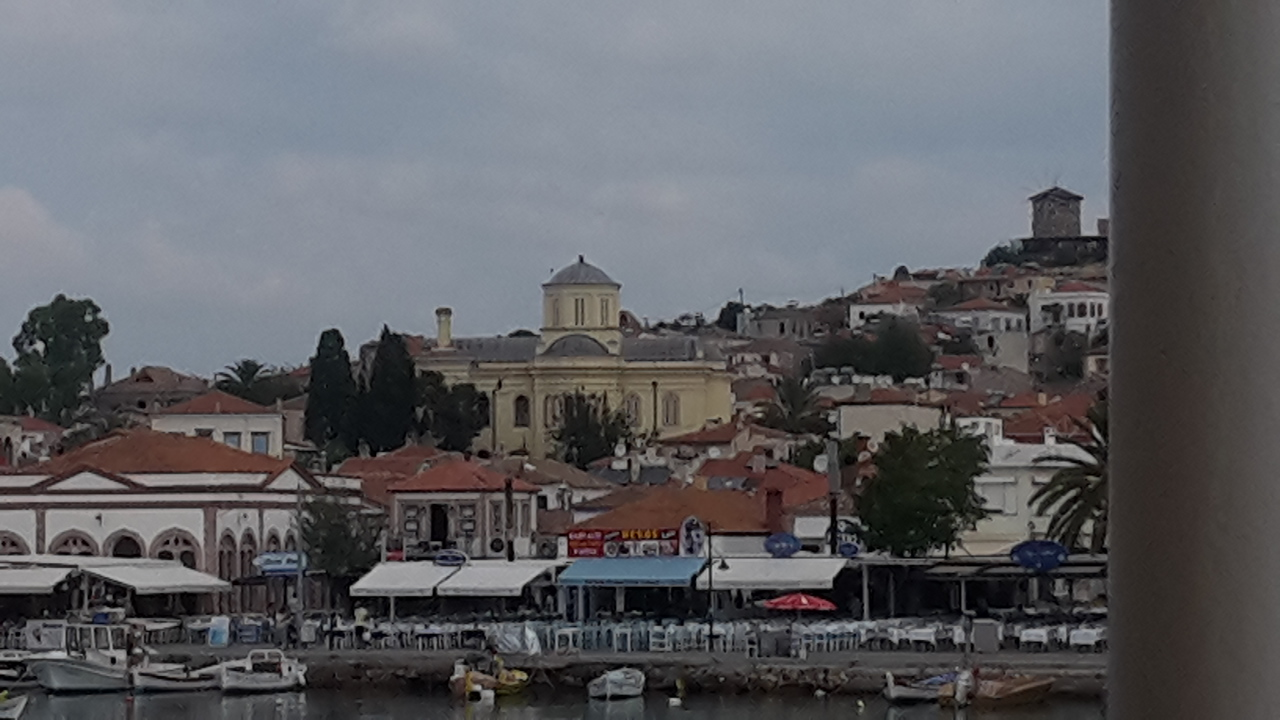
Blick auf das Viertel Namık Kemal mit der Taxiarchen-Kirche (zentral) und der Windmühle
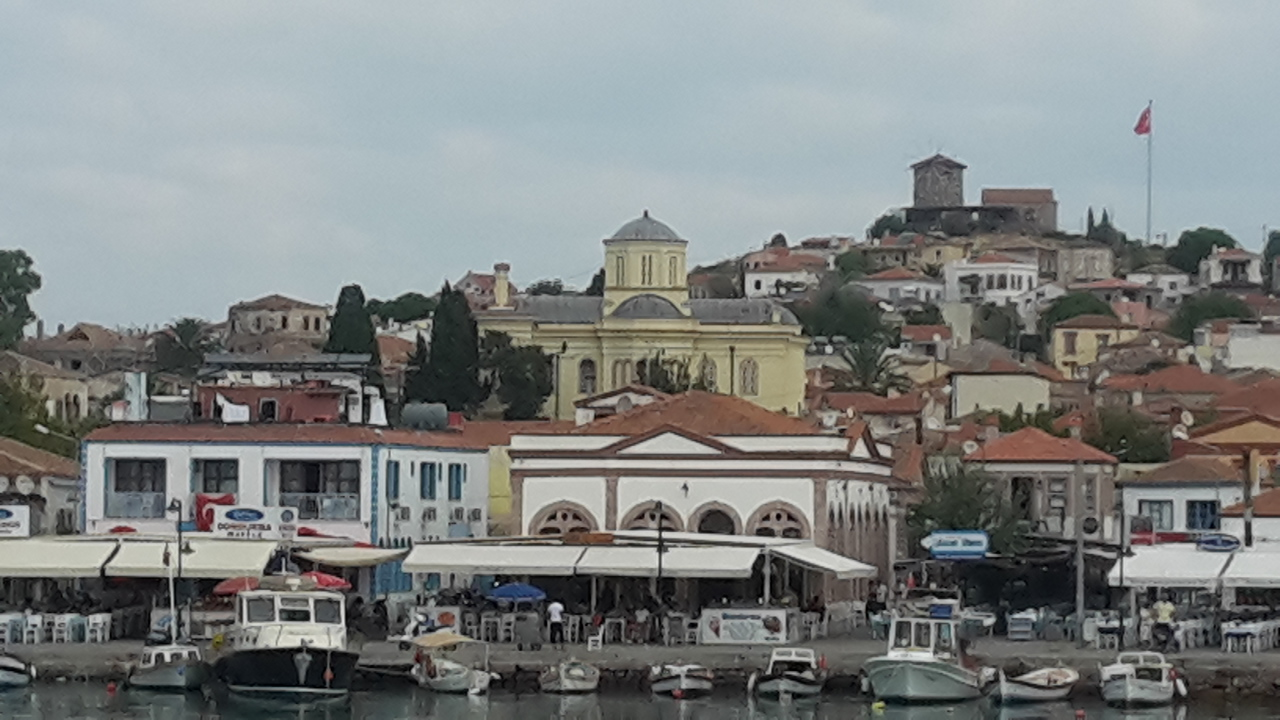
Ein anderer Blick auf das Stadtviertel